# 에리크 카리에르
에리크 제라르 카리에르(프랑스어: Eric Gérard Carrière, 1973년 5월 24일, 미디-피레네 지방 푸아 ~)는 프랑스의 전직 프로 축구 선수로, 낭트, 리옹, 랑스, 그리고 디종에서 미드필더로 활약했다.

## 클럽 경력
카리에르는 낭트에서 프로 신고식을 치렀고, 2001년에 자신의 첫 디비시옹 1을 우승했다. 2001년, 그는 리오네로 갈아타 2002년, 2003년, 그리고 2004년에 연달아 3번 리그 1 우승을 거두었다. 2004년, 그는 랑스로 이적했다. 랑스가 강등된 후, 그는 2008년 6월 26일에 디종과 2년 계약을 맺고 입단했다.

## 국가대표팀 경력
카리에르는 프랑스 국가대표팀 경기에 10번 출전해 5골을 기록했다. 2001년 3월 30일, 그는 대구스타디움에서 열린 대한민국 2001년 컨페더레이션스컵 경기에서 처음으로 국가대표팀 경기에 출전해 5-0 승리에 일조했다.

## 경기 방식
카리에르는 재능 있는 플레이메이커로 소속 선수단의 프리킥이나 페널티킥, 코너킥 주자로도 손색이 없었으며, 수비를 가로지르는 찌르기에도 능하지만, 공격 전개 상황에서 득점을 올리기도 했다.

## 경력 통계
| 구단      | 시즌      | 리그       | 리그 | 리그 | 컵   | 컵 | 대륙 | 대륙 | 합계 | 합계 |
| 구단      | 시즌      | 리그명     | 출장 | 골   | 출장 | 골 | 출장 | 골   | 출장 | 골   |
| --------- | --------- | ---------- | ---- | ---- | ---- | -- | ---- | ---- | ---- | ---- |
| 낭트      | 1996–97   | 디비시옹 1 | 2    | 0    | 1    | 0  | 3    | 0    | 6    | 0    |
| 낭트      | 1997–98   | 디비시옹 1 | 27   | 1    | 1    | 0  | 1    | 0    | 29   | 1    |
| 낭트      | 1998–99   | 디비시옹 1 | 33   | 1    | 7    | 0  | –    | –    | 40   | 1    |
| 낭트      | 1999–00   | 디비시옹 1 | 32   | 5    | 7    | 2  | 6    | 1    | 45   | 8    |
| 낭트      | 2000–01   | 디비시옹 1 | 33   | 5    | 8    | 2  | 8    | 1    | 49   | 8    |
| 낭트      | 2001–02   | 디비시옹 1 | 1    | 0    | –    | –  | –    | –    | 1    | 0    |
| 낭트      | 합계      | 합계       | 128  | 12   | 24   | 4  | 18   | 2    | 158  | 18   |
| 리옹      | 2001–02   | 디비시옹 1 | 27   | 4    | 4    | 0  | 9    | 4    | 40   | 8    |
| 리옹      | 2002–03   | 리그 1     | 37   | 6    | 2    | 0  | 7    | 2    | 46   | 8    |
| 리옹      | 2003–04   | 리그 1     | 28   | 2    | 3    | 0  | 6    | 0    | 37   | 2    |
| 리옹      | 합계      | 합계       | 92   | 12   | 9    | 0  | 22   | 6    | 123  | 18   |
| 랑스      | 2004–05   | 리그 1     | 33   | 3    | 4    | 0  | –    | –    | 37   | 3    |
| 랑스      | 2005–06   | 리그 1     | 26   | 0    | 2    | 0  | 12   | 0    | 40   | 0    |
| 랑스      | 2006–07   | 리그 1     | 32   | 2    | 5    | 1  | 9    | 0    | 46   | 3    |
| 랑스      | 2007–08   | 리그 1     | 23   | 0    | 6    | 2  | 6    | 2    | 35   | 4    |
| 랑스      | 합계      | 합계       | 114  | 5    | 17   | 3  | 27   | 2    | 158  | 10   |
| 디종      | 2008–09   | 리그 2     | 36   | 7    | 2    | 0  | –    | –    | 38   | 7    |
| 디종      | 2009–10   | 리그 2     | 31   | 0    | 2    | 1  | –    | –    | 33   | 1    |
| 디종      | 합계      | 합계       | 67   | 7    | 4    | 1  | 0    | 0    | 71   | 8    |
| 경력 합계 | 경력 합계 | 경력 합계  | 401  | 36   | 54   | 8  | 67   | 10   | 522  | 54   |

1. ↑  쿠프 드 프랑스 및 쿠프 드 라 리그 경기 기록 포함.
2. ↑  챔피언스리그, UEFA컵, 및 인터토토컵 경기 기록 포함.

## 수상
낭트
- 디비시옹 1: 2000–01
- 쿠프 드 프랑스: 1998–99, 1999–2000
- 트로페 데 샹피옹: 1999

리옹
- 디비시옹 1/리그 1: 2001–02, 2002–03, 2003–04
- 트로페 데 샹피옹: 2002, 2003

랑스
- 인터토토컵: 2005[6]

프랑스
- 컨페더레이션스컵: 2001[7]

개인
- 디비시옹 1 올해의 선수: 2001[8]
- 컨페더레이션스컵 실버슈: 2001[9]